# 수안 김씨
수안 김씨(遂安 金氏)는 황해북도 수안군을 본관으로 하는 한국의 성씨 관향이다.
수안 김씨(遂安 金氏)는 안동 김씨(安東 金氏)에서부터 분적(分籍)되었다. 시조 김선(金宣)은 고려 때 전법판서 겸 상장군(典法判書 兼 上將軍)을 역임하고, 수안군(遂安君)에 봉해졌다.

## 역사
시조 김선(金宣, 또는 김선(金愃))은 신라 경순왕 김부의 후예로 안동 김씨(安東 金氏) 중시조 상락백(上洛伯) 김방경(金方慶)의 장자이다. 고려 때 삼별초와 왜구를 물리쳐 보정공신(保定功臣)에 오르고, 벼슬이 전법판서(典法判書)에 이르고, 상장군(上將軍) 수안군(遂安君)에 봉해져 후손들이 그를 시조로 삼고 관향(貫鄕)을 수안(遂安)으로 하였다. 후손 전리판서(典理判書) 김위(金爲)를 중시조(中始祖)로 하고 있다.

## 분적
수안 김씨에서 분적된 성씨로는 사천 김씨(泗川 金氏), 서산 김씨(瑞山 金氏), 해주 김씨(海州 金氏), 배천 김씨(白川 金氏), 염주 김씨(塩州 金氏), 철산 김씨(鐵山 金氏), 야성 김씨(野城 金氏), 청양 김씨(靑陽 金氏), 제주 김씨(濟州 金氏), 용궁 김씨(龍宮 金氏) 등이 있다.

## 본관
수안(遂安)은 황해도에 위치한 지명으로 한사군을 거쳐 고구려 시대에는 장색현(璋塞縣)이었다가 고려 초에 수안(遂安), 수주(遂州)로 불리었으며, 1417년(태종 17) 지금의 수안군(遂安郡)으로 개칭되었다.

## 주요 인물

### 고려 인물
- 김자(金資): 김선의 아들로 고려국 도첨의사사(都僉議司事)를 지냈다.
- 김위(金爲): 김선의 손자로 고려국 전리판서를 역임했다.
- 김득남(金得男): 김선의 증손자로 고려 황해도 수안 출생인 그도 고려국 전리판서를 역임했다.
- 김선영(金善英): 김선의 고손자로 고려 북계 지역 의주 출생인 그 또한 고려국 전리판서 직책을 지냈다.

### 조선왕실과의 인척 관계
- 학천군 이징 (鶴川君 李澄, 1375년 ~ 1435년 8월, 태조 이복 아우 의안군의 아들)비 군부인 수안 김씨
- 이문용 궁주 (李文鎔 宮主, 1900년 2월 29일 ~ 1987년 3월 28일(87세), 고종의 서녀) 부군이자 고종 부마 김희진(金熙晉, 1896년 2월 29일 ~ 1919년 4월 30일(23세))

### 대한제국 인물
- 김명제 (대한제국 시대 관료 출신 독립운동가)
- 김명진 (대한제국 시대 관료 출신 독립운동가)
- 김기중 (대한제국 시대 항일 의병장)

### 일제 인물
- 김명규 (일제 강점기 조선 총독부 부찬의 출신)
- 김희중 (일제 강점기의 독립운동가)
- 김은식 (일제 강점기의 독립운동가이며 예비역 대한독립군 중위)
- 김성규 (3·1 운동 무력 진압에 참여하였다가 시위대에게 살해된 일제 강점기 조선 주둔 일본군 헌병보조원)

### 현대 인물
- 김유성 (1991년)(사업가)
- 김유원 (1996년)(사회운동가)
- 김명학 (대한민국 관료, 정치가.)
- 김명진 (대한민국 독립운동가)
- 김홍 (대한민국 영화감독 겸 영화평론가.)
- 김백일 (대한민국 육군 중장.)
- 김동하 (예비역 대한민국 해병 중장.)
- 김종문 (시문학가 및 예비역 대한민국 육군 소장.)
- 김태영 (유도인 출신이자 대한민국의 사회 운동가 겸 조직폭력배.)
- 김창룡 (대한민국 육군 중장.)
- 김종명 (대한민국의 첼리스트, 대학 교수.)
- 김성주 (한국 전쟁 참전 전력이 있는 예비역 대한민국 육군 소령.)
- 김국주 (대한광복군 중사 출신의 독립운동가 겸 군인.)
- 김왕호 (한국 전쟁 참전 중 전사한 대한민국 육군 소령.)
- 김경오 (대한민국 여성 비행사 1세대 가운데 일원, 예비역 대한민국 공군 장교 여군 대위.)
- 김희갑 (대한민국 재즈 록 기타리스트 겸 작사가, 작곡가.)
- 김덕홍[1] (前 대한민국 탈북자 동지회 회장이며 예비역 조선인민군 지상군 중사 출신 탈북귀순자.)
- 김재현[2] (서울 성락교회 목사이며 예비역 조선인민군 지상군 소위 출신 탈북귀순자.)
- 김영애 (프리 랜서 아나운서 출신의 방송인.)
- 김상철 (문민 정부 관선 시절 前 제26대 서울특별시 시장 직을 지낸 前 숭실대학교 법학과 겸임교수.)
- 김호영 (예비역 대한민국 해군 하사 출신인 前 대한민국 외교통상부 제2차관.)
- 김주성[3] (탈북귀순자 출신이며 前 대한탈북망명작가센터 부이사장 겸 이사장 직무대리)
- 김알음 (연극배우, 뮤지컬배우, 텔레비전 연기자, 가수, 작사가, 미술가.)